# Aplysilla rosea
Aplysilla rosea är en svampdjursart som först beskrevs av Barrois 1876.  Aplysilla rosea ingår i släktet Aplysilla och familjen Darwinellidae. Arten är reproducerande i Sverige. Inga underarter finns listade i Catalogue of Life.